# Черношапочная красно-чёрная славка
Черношапочная красно-чёрная славка (лат. Bathmocercus cerviniventris) — вид воробьиных птиц из семейства цистиколовых. Подвидов не выделяют.

## Распространение
Обитают на территории Кот д’Ивуара, Ганы, Гвинеи, Либерии и Сьерра-Леоне.

## Описание
Длина тела 13 см. Вес 14—18 г. У самца голова, шея и центр груди чёрные; верхняя часть тела коричневая, крылья и хвост тёмно-коричневые, перья с коричневыми краями; грудка желто-оранжевая, сливается с желтовато-коричневым брюшком, боками и подхвостьем; цвет радужки красновато-коричневый; ноги сине-серые. У самок подбородок и пятно на горле беловато-белые, грудь тусклее, её цвет желтовато-коричневый.

## Биология
Питаются в основном мелкими насекомыми и другими беспозвоночными. Также зафиксировано питание мелкими улитками.
Считается, что эти птицы не совершают миграций.

## Охранный статус
МСОП присвоил таксону статус «Виды, для оценки угрозы которым недостаточно данных» (DD).